# Чісо
Чісо (бірм. ကျဉ်စို; бл.1000 — бл.1038) — 7-й володар Паганського царства у 1021—1038 роках. Є частиною пантеону бірманських натів (духів) як Йомашин Мінгаунг.

## Життєпис
Син Н'яунг-у Саврахана та Таунг П'їнте. Народився близько 1000 року, але 1001 року його батька було повалено Чунсо Чаунґп'ю з іншого впливового роду. Той одружився з Таунг П'їнте, всиновивши Чісо та його брата Соккате.
1021 року разом з братом повалив вітчима, якого було відправлено до буддійського монастиря. Трон перейшов до Чісо. Розпочав військові кампанії проти монської держави Татон, поступово розширюючи володіння.
Був завзятим мисливцем і загинув 1038 року під час полювання на оленя біля Моніви. Проте за однією з версій загинув внаслідок змови свого зведеного брата Соккате, що отримав владу. Він став натом у народному віруванні.